# Ophiogobius jenynsi
Ophiogobius jenynsi é uma espécie de peixe da família Gobiidae e da ordem Perciformes.

## Habitat
É um peixe marítimo, de clima subtropical e demersal.

## Distribuição geográfica
É encontrado em: Chile.

## Observações
É inofensivo para os humanos.